# Hans Leganger Reusch
 Der er flere personer med dette navn, se Hans Reusch.
Hans Leganger Reusch (født 22. april 1800, død 13. juli 1854) var en norsk maler. Han var elev ved Det Kongelige Danske Kunstakademi og J.C. Dahl i Dresden, og var stærkt påvirket af sidstnævnte. Reusch havde imidlertid større betydning i kraft af sit arbejde for norsk kunstliv end som udøvende kunstner. Han var direktør for Bergens tegneskole.
Han var gift med maleren Anna Sophie Lootz (1820–1879) og sammen blev de forældre til geologen Hans Reusch (1852–1922).

## Malerier (udvalg)
- Fra omegnen av Dresden, ca. 1829
- Bondhusbreen
- Bjørka, 1845
- Baldersteinen
- Fra Fortun i Luster